# Campeonato Gaúcho de Futebol Americano de 2015
O Campeonato Gaúcho de Futebol Americano 2015 foi a 7ª edição do campeonato estadual de Futebol Americano do Rio Grande do Sul, o 4º na modalidade 'fullpads', e o 1º organizado pela Federação Gaúcha de Futebol Americano.
O torneio foi disputado de forma eliminatória, sendo que uma equipe (Santa Cruz Chacais) foi sorteada para já entrar na fase semifinal. A final seria no dia 10 de maio, em campo neutro a ser definido. Ela ocorreu no dia 24 de maio, no estádio da PUC.
A abertura do campeonato foi uma rodada dupla, no estádio da PUC, em 28 de fevereiro. Ocorreram os jogos Porto Alegre Bulls x São Leopoldo Mustangs e Porto Alegre Pumpkins x Ijuí Drones.
A final, também chamada de Gaúcho Bowl VII, ocorreu entre o Juventude FA e Porto Alegre Pumpkins, terminando com o placar de 28 a 6 para a equipe de Caxias do Sul.

## Equipes
Esta edição contou com a presença de 7 equipes:
- Porto Alegre Pumpkins;
- Santa Maria Soldiers;
- Santa Cruz do Sul Chacais;
- São Leopoldo Mustangs;
- Ijuí Drones;
- Porto Alegre Bulls;
- Juventude FA;

## Jogos da Primeira Fase
| Time visitante          | Pontos                  | Pontos                  | Time da casa            | Local do jogo                     |                         |                         |                         |
| 28 de fevereiro de 2015 | 28 de fevereiro de 2015 | 28 de fevereiro de 2015 | 28 de fevereiro de 2015 | 28 de fevereiro de 2015           | 28 de fevereiro de 2015 | 28 de fevereiro de 2015 | 28 de fevereiro de 2015 |
| ----------------------- | ----------------------- | ----------------------- | ----------------------- | --------------------------------- | ----------------------- | ----------------------- | ----------------------- |
| São Leopoldo Mustangs   | 3                       | 44                      | Porto Alegre Bulls      | Estádio da PUC, Porto Alegre/RS   |                         |                         |                         |
| Ijuí Drones             | 8                       | 39                      | Porto Alegre Pumpkins   | Estádio da PUC, Porto Alegre/RS   |                         |                         |                         |
| 22 de março de 2015     |                         |                         |                         |                                   |                         |                         |                         |
| Santa Maria Soldiers    | 0                       | 19                      | Juventude FA            | CT do Juventude, Caxias do Sul/RS |                         |                         |                         |

## Semifinais
| Time visitante      | Pontos              | Pontos              | Time da casa              | Local do jogo                         |                     |                     |                     |
| 12 de abril de 2015 | 12 de abril de 2015 | 12 de abril de 2015 | 12 de abril de 2015       | 12 de abril de 2015                   | 12 de abril de 2015 | 12 de abril de 2015 | 12 de abril de 2015 |
| ------------------- | ------------------- | ------------------- | ------------------------- | ------------------------------------- | ------------------- | ------------------- | ------------------- |
| Juventude FA        | 24                  | 17                  | Santa Cruz do Sul Chacais | Estádio do Sesi, Santa Cruz do Sul/RS |                     |                     |                     |
| 19 de abril de 2015 |                     |                     |                           |                                       |                     |                     |                     |
| Porto Alegre Bulls  | 7                   | 20                  | Porto Alegre Pumpkins     | Estádio da PUC, Porto Alegre/RS       |                     |                     |                     |

## Final - Gaúcho Bowl VII
| Juventude FA | 28 | 6 | Porto Alegre Pumpkins | Estádio da PUC, Porto Alegre/RS |

## Campeão
| Campeão Gaúcho 2015  |
| -------------------- |
| Juventude FA Campeão |